# Chapelle du prieuré Saint-Mesmin
Pour les articles homonymes, voir Saint-Mesmin.
Ne doit pas être confondu avec Abbaye Saint-Mesmin de Micy.
La chapelle du prieuré Saint-Mesmin, est une chapelle priorale puis paroissiale située dans la commune de Sainte-Maure-de-Touraine, en Indre-et-Loire. L'édifice faisait partie d'un prieuré fondé au cours du XIe siècle par Hugues de Sainte-Maure.
Ce monastère devient ensuite l'un des onze prieurés relevant de l'administration de l'abbaye Saint-Mesmin de Micy au cours des XIe, XIIe et XIIIe siècles.
De style roman, la chapelle, en partie détruite, a fait l'objet d'une inscription sur l'inventaire supplémentaire des monuments historiques en 1948.

## Contexte géographique
La chapelle prieurale est située à Sainte-Maure-de-Touraine, une commune faisant partie de l'arrondissement de Chinon, dans le département d'Indre-et-Loire, en région Centre-Val de Loire. L'édifice trouve son emplacement au sud-ouest du centre-bourg communal et est encadré par la rue de Loches, au nord.

## Histoire
Le prieuré sainte-maurien est fondé en 1060 par Hugues de Sainte-Maure. Le seigneur réalise ensuite une donation du monastère tourangeau au bénéfice de l'abbé de Saint-Mesmin d'Orléans. L'acte de concession du prieuré, ainsi que l'ensemble des termes juridiques qui l'encadrent, sont documentés par une charte manuscrite en latin. Le document spécifie que les moines de l'abbaye de Saint-Mesmin d'Orléans devront y faire ériger une église et conserveront les privilèges et coutumes rattachés au prieuré.
Au cours des XIIe et XIIIe siècles, le prieuré et sa chapelle sont toujours du ressort de l'abbatiat de Micy.
Au cours du XVIe siècle, les bénéfices dont tirait l'abbaye de Micy de l'exploitation du domaine du prieuré de Saint-Mesmin s'élevaient à un montant de 600 livres. En 1542, le prieuré est en partie réduit, notamment en raison des travaux d'érection de l'enceinte fortifiée de Sainte-Maure.
De chapelle prieurale, le principal édifice du prieuré devient ensuite une chapelle au statut paroissial. Jusqu'en 1761, les messes s'y déroulent. Après cette date, en raison du délabrement de la chapelle, les cérémonies religieuses cessent d'y être célébrées. Sous la révolution, le bâtiment est vendu au titre de bien national.
La chapelle priorale bénéficie d'une inscription sur l'inventaire supplémentaire des monuments historiques par arrêté du 22 mai 1948.

## Architecture et description
L'intertransept et le croisillon latéral nord sont les selles structures qui subsistent de la construction d'origine, en grande partie démolie, la nef, le chœur et le transept sud ayant été démantelés. Le croisillon latéral nord est flanqué d'une absidiole.
Dans sa partie supérieure, la croisée de transept est terminée par une voûte en cul-de-four. Les charges et les poussées des murs l'intertransept se trouvent contenues, à l'extérieur, par des contreforts.
La chapelle est éclairée que d'une unique baie. Cette ouverture est aménagée, sur son pourtour, d'une archivolte ornée de pointes-de-diamant. L'abside, dont il ne reste plus que des vestiges, a été substituée à une absidiole à voûte barlongue au cours des XVe – XVIe siècle.
Un escalier externe, construit au cours du XVIIIe ou du XIXe siècle, vient flanquer le transept nord. L'ouvrage a été aménagé afin de permettre l'accès au niveau du grenier et des salles surmontant le transept. L'escalier dispose d'une porte en lieu et place de laquelle avait été antérieurement percée une baie encadrant un vitrail.

Aperçus de la chapelle du prieuré Saint-Mesmin
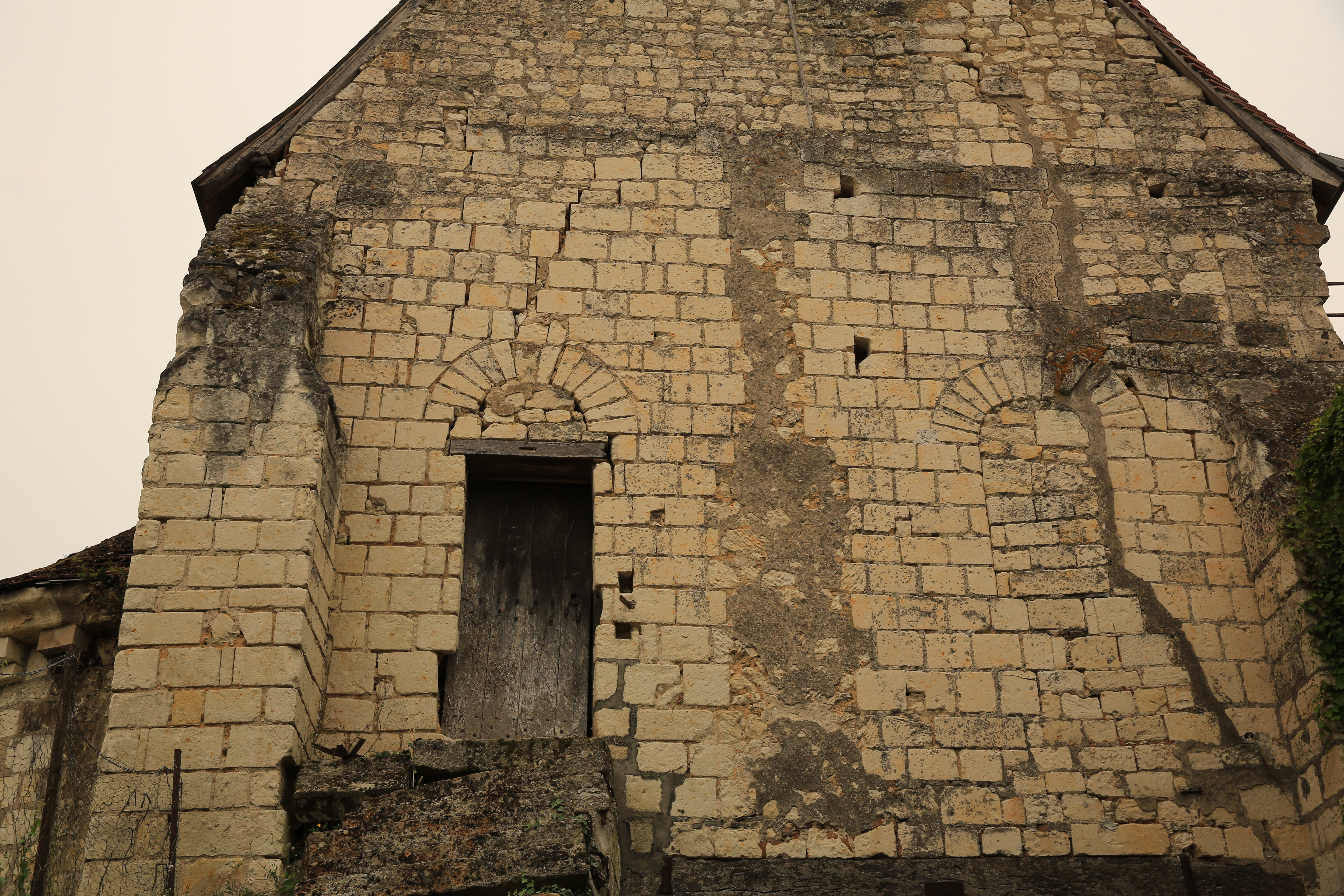
Mur-pignon ouest.
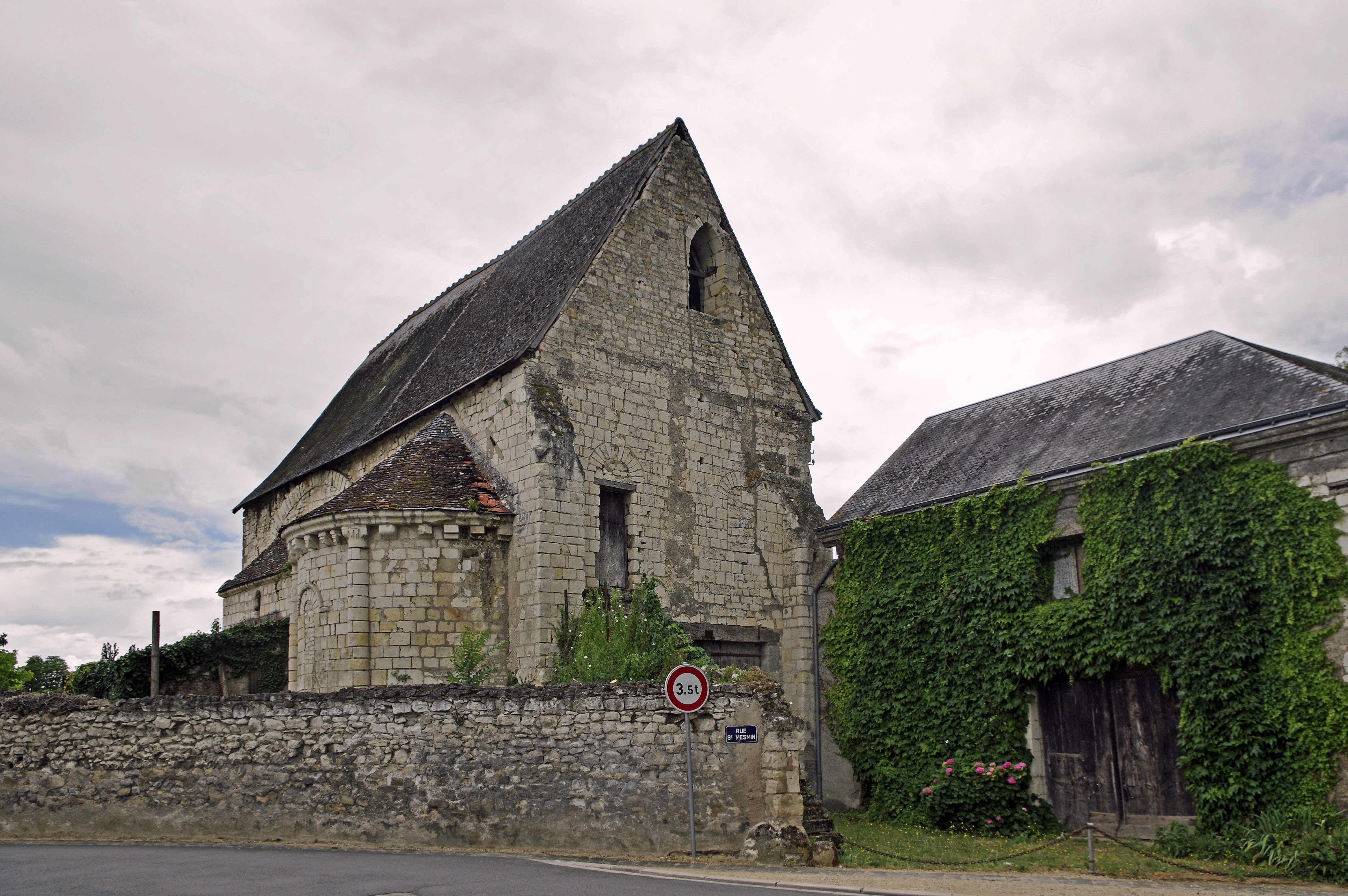
Vue générale.
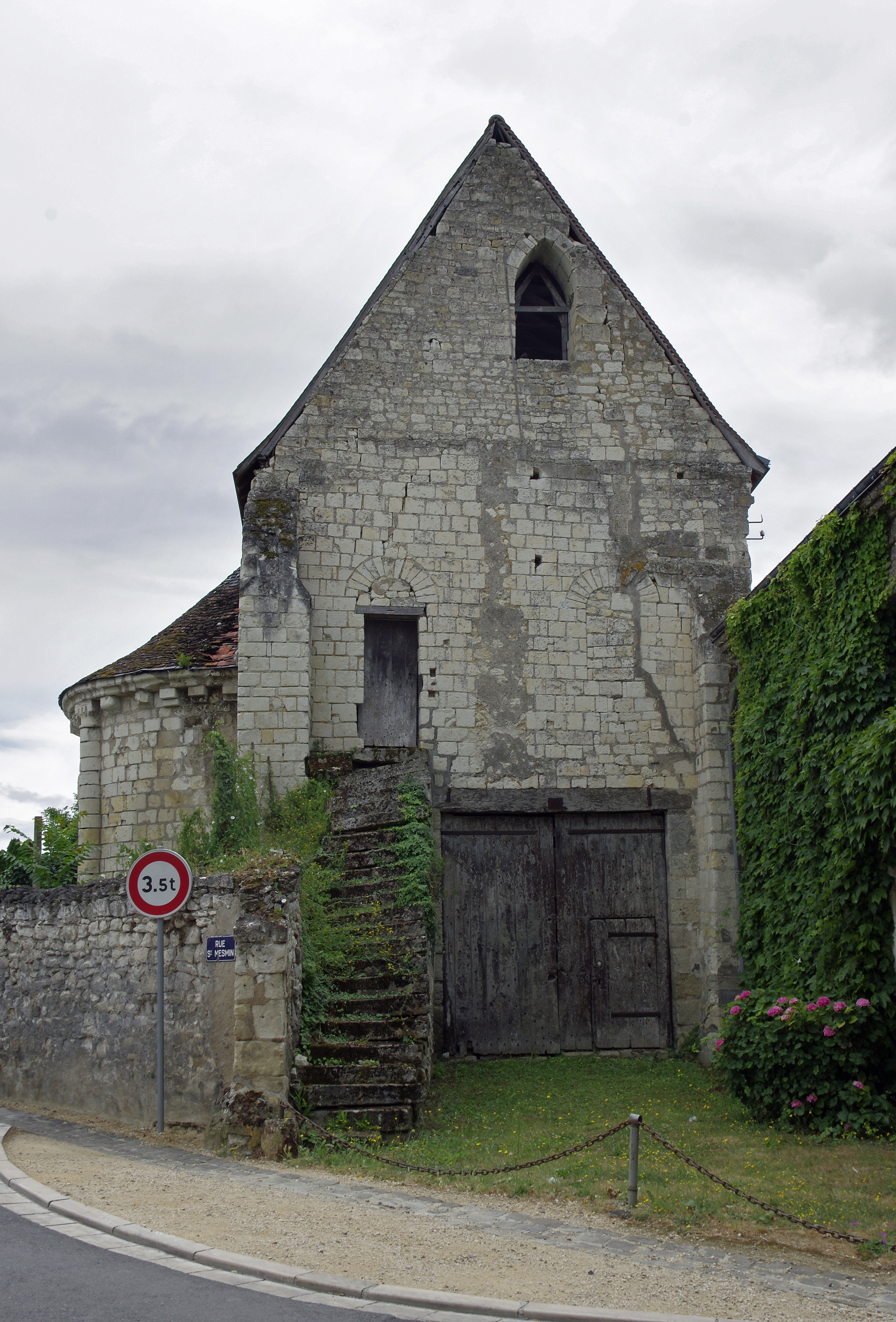
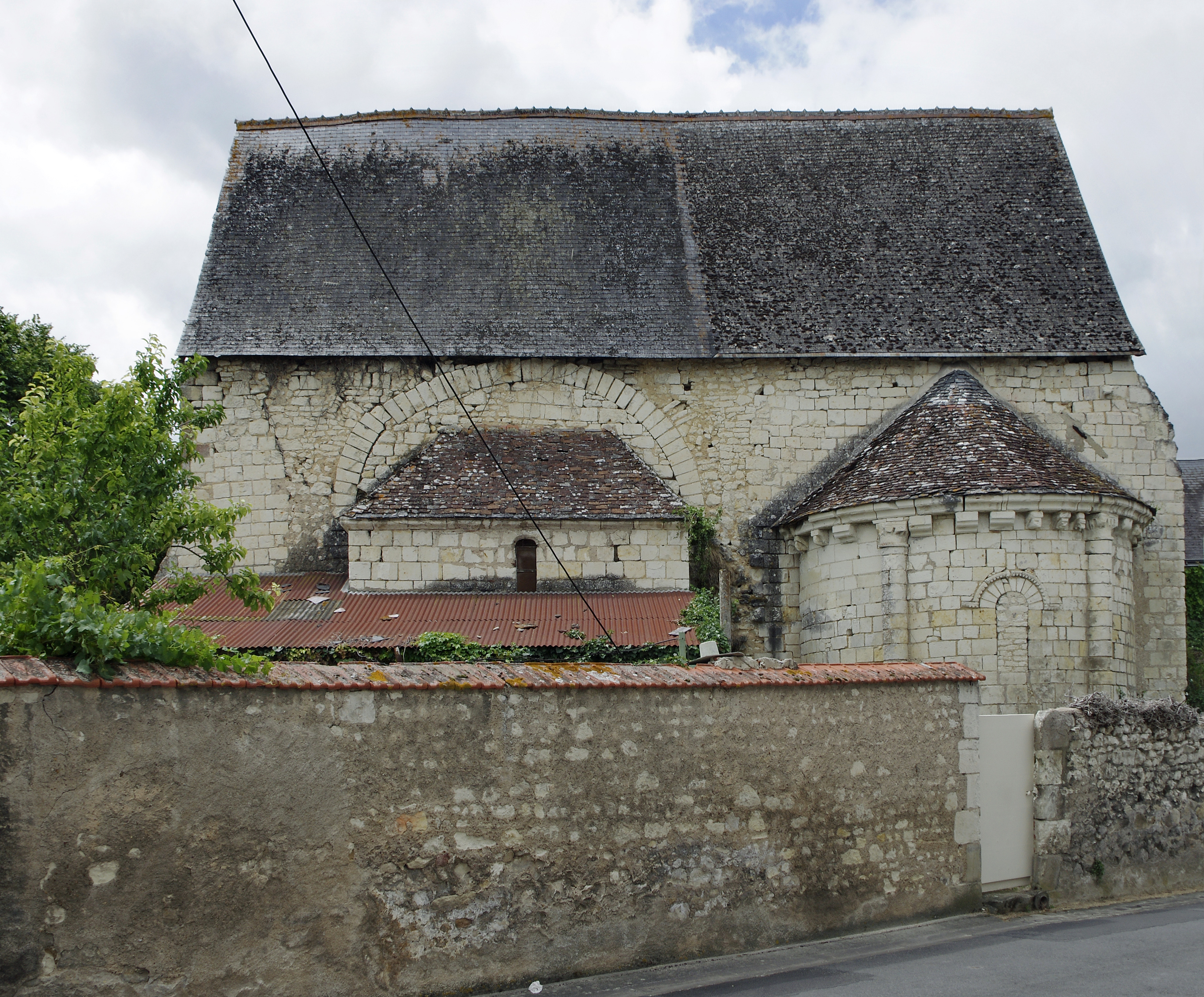

## Pour approfondir